# República Popular China en los Juegos Olímpicos de Pyeongchang 2018
La República Popular China estuvo representada en los Juegos Olímpicos de Pyeongchang 2018 por un total de 81 deportistas que compitieron en 12 deportes. Responsable del equipo olímpico fue el Comité Olímpico Chino, así como las federaciones deportivas nacionales de cada deporte con participación.
La portadora de la bandera en la ceremonia de apertura fue la patinadora de velocidad en pista corta Zhou Yang.

## Medallistas
El equipo olímpico chino obtuvo las siguientes medallas:
| Nombre                                      | Deporte                              | Competición          |
| ------------------------------------------- | ------------------------------------ | -------------------- |
| Oro                                         |                                      |                      |
| Wu Dajing                                   | Patinaje de velocidad en pista corta | 500 m M              |
| Plata                                       |                                      |                      |
| Zhang Xin                                   | Esquí acrobático                     | Salto aéreo F        |
| Jia Zongyang                                | Esquí acrobático                     | Salto aéreo M        |
| Sui Wenjing Han Cong                        | Patinaje artístico                   | Parejas              |
| Li Jinyu                                    | Patinaje de velocidad en pista corta | 1500 m F             |
| Wu Dajing Han Tianyu Xu Hongzhi Chen Dequan | Patinaje de velocidad en pista corta | 5000 m por relevos M |
| Liu Jiayu                                   | Snowboard                            | Halfpipe F           |
| Bronce                                      |                                      |                      |
| Kong Fanyu                                  | Esquí acrobático                     | Salto aéreo F        |
| Gao Tingyu                                  | Patinaje de velocidad                | 500 m M              |